# NGC 6133
NGC 6133 é um sistema estelar triplo na direção da constelação de Draco. O objeto foi descoberto pelo astrônomo Lewis Swift em 1886, usando um telescópio refrator com abertura de 16 polegadas. 